# Automotrice SV ADn 500
L'automotrice del gruppo ADn 500, meglio nota come automotrice MAN, è un rotabile automotore per trasporto di viaggiatori a motore termico, a scartamento normale, costruito per la Società Veneta dalle Officine Meccaniche della Stanga tra 1936 e 1938.

## Storia
Le automotrici, costruite dalle Officine Meccaniche della Stanga sulla base di un collaudatissimo progetto di automotrice "universale" della tedesca MAN Maschinenfabrik vennero ordinate intorno al 1935 dalla Società Veneta per l'ammodernamento del proprio parco rotabili ferroviari. Tra 1936 e 1938 ne vennero consegnate 9 unità che assunsero la numerazione ADn 501-509.; nel 1936 la Stanga consegnò anche sette rimorchiate (serie Cd 301-307).
Le prime quattro unità (ADn 501-504) iniziarono il servizio il 1º ottobre 1936 sulla ferrovia Adria-Mestre, sulla quale riuscirono a dimezzare il tempo di percorrenza rispetto ai convogli a vapore. Nell'aprile 1937 altre due unità (ADn 505-506) furono assegnate alla Ferrara-Copparo; nel luglio 1938 le ultime tre unità (ADn 507-509) furono assegnate al deposito di Cento per il servizio sulla Ferrara-Modena. Nel 1957, alla chiusura delle linee facenti capo a Ferrara della "Veneta", sei automotrici furono trasferite al deposito di Bologna San Vitale, mentre le restanti (matricole 501, 504 e 506) furono trasferite sulla Parma-Suzzara.
Le automotrici hanno svolto servizio fino al 1981: le ultime automotrici in servizio, le ADn 501, 504 e 506 impiegate sulla Parma-Suzzara, furono accantonate con l'acquisto di tre automotrici serie ADn 600. Tre automotrici in servizio a Bologna (matricole 503, 505 e 509) furono demotorizzate tra il 1968 e il 1973 e trasformate in rimorchiate, e risultavano ancora in servizio a fine anni Ottanta (con matricole Cd 308-310) sulla ferrovia Bologna-Portomaggiore.

## Caratteristiche tecniche
La struttura della cassa è in acciaio saldata elettricamente. Il motore è un diesel a 6 cilindri a 4 tempi a iniezione diretta; la sua cilindrata è di 31.750 cm³ in grado di fornire una potenza massima di 165 kW a 1000 giri/m. La trasmissione è meccanica con due alberi a giunti cardanici tra cambio e assi di un carrello. Il cambio è a 4 marce del tipo sempre in presa ad azionamento pneumatico. Il sistema frenante è quello a ceppi, ad aria compressa, sistema Westinghouse. La velocità massima raggiunta è di 85 km/h. La capacità di posti a sedere è di 6 posti in 1ª classe e di 74 in 2ª classe